# Difracción de neutrones

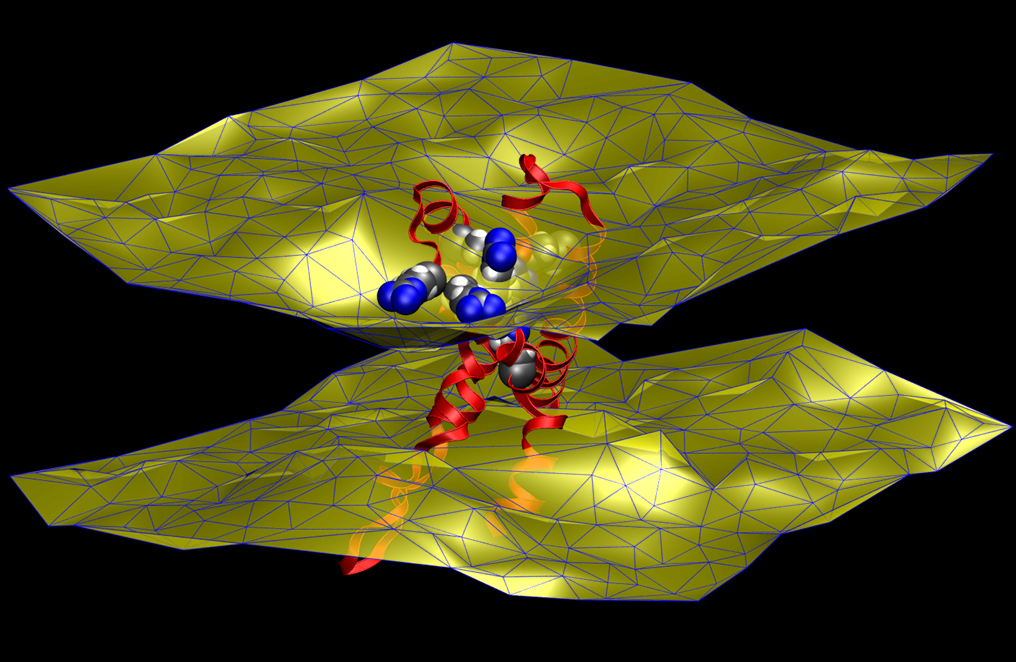
La difracción de neutrones, utilizada junto con simulaciones moleculares, reveló que el dominio de detección de voltaje de un canal iónico (moléculas roja, amarilla y azul en el centro) perturba la membrana celular de dos capas que lo rodea (superficies amarillas), lo que hace que la membrana se adelgace ligeramente

La difracción de neutrones o dispersión elástica de neutrones es la aplicación de la difracción de neutrones a la determinación de la estructura atómica y/o magnética de un material. Una muestra a examinar se coloca en un haz de neutrones frío o térmico para obtener un patrón de difracción que proporcione información de la estructura del material. La técnica es similar a la cristalografía de rayos X, pero debido a sus diferentes propiedades de dispersión, los neutrones y los rayos X proporcionan información complementaria: los rayos X son adecuados para análisis superficiales, los rayos X más potentes generados en un sincrotrón son adecuados para profundidades someras o muestras delgadas, mientras que los neutrones tienen una alta penetración y son adecuados para muestras volumétricas.

## Requisitos instrumentales y de muestra
La técnica requiere una fuente de neutrones, que generalmente se producen en un reactor nuclear o mediante espalación. En un reactor de investigación, se necesitan otros componentes, incluido un monocromador de cristal (en el caso de neutrones térmicos), así como filtros para seleccionar la longitud de onda de neutrones deseada. Algunas partes de la configuración también pueden ser móviles. Para los neutrones de longitud de onda larga, no se pueden utilizar cristales, sino que se utilizan rejillas como componentes ópticos difractivos. En una fuente de espalación, la técnica del tiempo de vuelo se utiliza para clasificar las energías de los neutrones incidentes (los neutrones de mayor energía son más rápidos), por lo que no se necesita un monocromador, sino más bien una serie de elementos de apertura sincronizados para filtrar los pulsos de neutrones con la deseada longitud de onda.
La técnica empleada generalmente es la difracción de polvo, que solo requiere un polvo policristalino. También es posible trabajar con un solo cristal, pero los cristales deben ser mucho más grandes que los monocristales que se usan en la cristalografía de rayos X. Es común utilizar cristales de aproximadamente 1 mm3.
La técnica también requiere un dispositivo que pueda detectar los neutrones después de que se hayan dispersado.
En resumen, la principal desventaja de la difracción de neutrones es la necesidad de disponer de un reactor nuclear. Para el trabajo con un solo cristal, la técnica requiere cristales relativamente grandes, cuyo crecimiento suele ser complicado. Las ventajas de esta técnica son muchas: sensibilidad a los átomos ligeros, capacidad para distinguir isótopos, ausencia de daños por radiación, así como una profundidad de penetración de varios cm.

## Dispersión nuclear
Como todos los cuantos de partículas, los neutrones pueden exhibir fenómenos ondulatorios típicamente asociados con la luz o con el sonido. La difracción es uno de estos fenómenos, que se produce cuando las olas encuentran obstáculos cuyo tamaño es comparable a su longitud de onda. Si la longitud de onda de una partícula cuántica es lo suficientemente corta, los átomos o sus núcleos pueden servir como obstáculos de difracción. Cuando un haz de neutrones que emana de un reactor se ralentiza y se selecciona adecuadamente según su velocidad, su longitud de onda se sitúa cerca de un ángstrom (0,1 nanómetros), la separación típica entre átomos en un material sólido. En consecuencia, dicho haz se puede utilizar para realizar ensayos de difracción. Al incidir sobre una muestra cristalina, el haz se dispersará bajo un número limitado de ángulos bien definidos, según la ley de Bragg que también describe la difracción de rayos X.
Los neutrones y los rayos X interactúan con la materia de manera diferente. Los rayos X interactúan principalmente con la nube de electrones que rodea cada átomo. Por lo tanto, la contribución a la intensidad de los rayos X difractados es mayor para los átomos con número atómico (Z) mayor. Por otro lado, los neutrones interactúan directamente con el núcleo del átomo, y la contribución a la intensidad difractada depende de cada isótopo; por ejemplo, el hidrógeno normal y el deuterio contribuyen de forma diferente. También suele ocurrir que los átomos ligeros (de bajo número atómico Z) contribuyan fuertemente a la intensidad difractada, incluso en presencia de átomos de números Z elevados. La longitud de dispersión varía de un isótopo a otro en lugar de ser lineal con el número atómico. Un elemento como el vanadio dispersa fuertemente los rayos X, pero sus núcleos apenas dispersan neutrones, por lo que a menudo se utiliza como material contenedor. La difracción de neutrones, no magnética, es directamente sensible a las posiciones de los núcleos de los átomos.
Los núcleos de los átomos en donde se dispersan los neutrones son diminutos. Además, no es necesario considerar un factor de forma atómica para describir la configuración de la nube de electrones del átomo y el poder de dispersión de un átomo no disminuye con el ángulo de dispersión, como ocurre con los rayos X. Por lo tanto, la difracción puede mostrar picos fuertes y bien definidos incluso en ángulos elevados, especialmente si el experimento se realiza a bajas temperaturas. Muchas fuentes de neutrones están equipadas con sistemas de refrigeración de helio líquido que permiten la recopilación de datos a temperaturas de hasta 4,2 K. La magnífica información de alto ángulo (es decir, alta "resolución") significa que las posiciones atómicas en la estructura pueden determinarse con gran precisión. Por otro lado, los mapas de Fourier (y en menor medida, los mapas de Fourier de diferencias) derivados de los datos obtenidos a partir de la difracción de neutrones sufren errores de terminación de serie, a veces de tal magnitud que los resultados no tienen sentido.

## Dispersión magnética
Aunque los neutrones no están cargados, poseen un momento magnético y, por lo tanto, interactúan con momentos magnéticos, incluidos los que surgen de la nube de electrones alrededor de un átomo. Por lo tanto, la difracción de neutrones puede revelar la estructura magnética microscópica de un material.
La dispersión magnética requiere emplear un factor de forma atómica, ya que es causada por una gran nube de electrones situada alrededor de un núcleo mucho más pequeño. Por lo tanto, la intensidad de la contribución magnética a los picos de difracción disminuirá con ángulos de incidencia más altos.

## Utilización
La difracción de neutrones se puede utilizar para determinar el factor de estructura de gases, líquidos o sólidos amorfos. Sin embargo, la mayoría de los experimentos apuntan a la estructura de los sólidos cristalinos, lo que hace que la difracción de neutrones sea una herramienta importante en cristalografía.
Está estrechamente relacionada con la difracción de polvo mediante rayos X. De hecho, la versión monocristalina de la técnica se utiliza con menos frecuencia porque las fuentes de neutrones actualmente disponibles requieren muestras relativamente grandes y los monocristales grandes son difíciles o imposibles de conseguir para la mayoría de los materiales. Sin embargo, los acontecimientos futuros bien podrían cambiar este panorama. Dado que los datos suelen ser un difractograma de polvo 1D, generalmente se procesan utilizando el refinamiento de Rietveld. De hecho, este procedimiento tuvo su origen en la difracción de neutrones (en Petten, Países Bajos) y posteriormente se amplió para su uso en la difracción de rayos X.
Una aplicación práctica de la dispersión/difracción de neutrones elásticos es que el parámetro de red de los metales y de otros materiales cristalinos se puede medir con mucha precisión. Junto con un microposicionador alineado con precisión, se puede deducir un mapa de la constante de red a través del metal. Esto se puede convertir fácilmente al campo de las tensiones experimentadas por el material, lo que se ha utilizado para analizar el comportamiento mecánico de los materiales en el sector aeroespacio y en la industria automotriz entre otros campos. La alta profundidad de penetración permite medir tensiones residuales en componentes a granel como cigüeñales, pistones, rieles y engranajes. Esta técnica ha llevado al desarrollo de difractómetros de tensión específicos, como el instrumento ENGIN-X empledo con la fuente de neutrones ISIS.
La difracción de neutrones también se puede emplear para dar una idea de la estructura 3D de cualquier material que se analice.
Otro uso es para la determinación del número de solvatación de pares iónicos en soluciones de electrolitos.
El efecto de dispersión magnética se ha utilizado desde el establecimiento de la técnica de difracción de neutrones para cuantificar los momentos magnéticos en materiales y estudiar la orientación y estructura de los dipolos magnéticos. Una de las primeras aplicaciones de la difracción de neutrones fue el estudio de las orientaciones de los dipolos magnéticos en óxidos de metales de transición antiferromagnéticos como los óxidos de manganeso, hierro, níquel y cobalto. Estos experimentos, realizados inicialmente por Clifford Shull, fueron los primeros en mostrar la existencia de una disposición antiferromagnética de dipolos magnéticos en una estructura material. Actualmente, la difracción de neutrones se sigue utilizando para caracterizar materiales magnéticos recientemente desarrollados.

### Hidrógeno, dispersión nula y variación de contraste
La difracción de neutrones se puede utilizar para establecer la estructura de materiales de bajo número atómico, como proteínas y tensioactivos, mucho más fácilmente y con un flujo menor que con una fuente de radiación sincrotrónica. Esto se debe a que algunos materiales de bajo número atómico tienen una sección transversal más alta para la interacción de neutrones que los materiales de mayor peso atómico.
Una ventaja importante de la difracción de neutrones sobre la difracción de rayos X es que esta última es bastante insensible a la presencia de hidrógeno (H) en una estructura, mientras que los núcleos 1H y 2H (es decir, deuterio, D) son fuertes dispersores de neutrones. El mayor poder de dispersión de los protones y deuterones significa que la posición del hidrógeno en un cristal y sus movimientos térmicos pueden determinarse con mayor precisión mediante difracción de neutrones. Las estructuras de complejos de hidruro metálicos, como por ejemplo, el Mg2FeH6, se han evaluado mediante difracción de neutrones.
Las longitudes de dispersión de neutrones bH = -3.7406(11) fm y bD = 6.671(4) fm, para H y D respectivamente, tienen signo opuesto, lo que permite a la técnica distinguirlas. De hecho, existe una relación de isótopos particular para la que la contribución del elemento se cancelaría, lo que se denomina dispersión nula.
No es deseable trabajar con una concentración relativamente alta de hidrógeno (H) en una muestra. La intensidad de dispersión de los núcleos de H tiene un gran componente inelástico, lo que crea un gran fondo continuo que es más o menos independiente del ángulo de dispersión. El patrón elástico normalmente consiste en reflexiones de Bragg agudas si la muestra es cristalina, que tienden a atenuarse en el fondo inelástico. Esto es aún más grave cuando la técnica se utiliza para el estudio de la estructura de líquidos. Sin embargo, al preparar muestras con diferentes proporciones de isótopos, es posible variar el contraste de dispersión lo suficiente como para resaltar un elemento en una estructura, lo que de otro modo sería más difícil. La variación con otros elementos es posible, pero normalmente resulta bastante costosa. El hidrógeno es económico y particularmente interesante porque desempeña un papel excepcionalmente importante en las estructuras bioquímicas y es difícil de estudiar estructuralmente de otras maneras.

## Historia
Los primeros experimentos de difracción de neutrones se llevaron a cabo en 1945 de la mano de Ernest O. Wollan, utilizando el reactor de grafito de Oak Ridge. Se le unió poco después (en junio de 1946) por Clifford Shull, y juntos establecieron los principios básicos de la técnica y la aplicaron con éxito a muchos materiales diferentes, abordando problemas como la estructura del hielo y las disposiciones microscópicas de los momentos magnéticos en los materiales. Por este logro, Shull recibió la mitad del Premio Nobel de Física de 1994. (Wollan murió en 1984) (la otra mitad del Premio Nobel de Física de 1994 fue para Bert Brockhouse por el desarrollo de la técnica de dispersión inelástica en los Laboratorios de Chalk River de la compañía canadiense AECL. Estos experimentos también implicaron la invención del espectrómetro de triple eje. El retraso entre el trabajo realizado (1946) y el Premio Nobel otorgado a Brockhouse y Shull (1994) los acerca al retraso entre la invención por Ernst Ruska del microscopio electrónico (1933) -también en el campo de la óptica de partículas- y su propio premio Nobel (1986). Esto, a su vez, se acerca al récord de 55 años entre los descubrimientos de Peyton Rous y su concesión del Premio Nobel en 1966.

## Variaciones
La difracción de neutrones puede variar según una serie de parámetros experimentales. La energía cinética de los neutrones utilizados para la irradiación será un parámetro experimental importante. La descripción anterior es de activación por neutrones lentos, los neutrones lentos están completamente moderados dentro del reactor y tienen KE <0.5 eV. También se pueden usar neutrones KE medios para la activación. Estos neutrones han sido moderados solo parcialmente y tienen KE de 0,5 eV a 0,5 MeV, y se denominan neutrones epitermales. La activación con neutrones epitermales se conoce como procedimiento NAA epitermal (ENAA). A veces se utilizan neutrones con alto KE para la activación, que no están moderados y consisten en neutrones de fisión primaria. Los neutrones rápidos o KE elevados tienen un KE >0,5 MeV. La activación con neutrones rápidos se denomina NAA Rápida (FNAA por las siglas de su nombre en inglés).
Otro parámetro experimental importante es si los productos de desintegración nuclear (rayos gamma o partículas) se miden durante la irradiación de neutrones (gamma rápidos), o en algún momento después de la irradiación (gamma retardada, DGNAA). El análisis rápido de activación de neutrones gamma (PGNAA por sus siglas en inglés) generalmente se realiza utilizando una corriente de neutrones extraída del reactor nuclear a través de un puerto de haz. Los flujos de neutrones de los puertos del haz son del orden de 106 veces más débiles que los del interior de un reactor. Esto se compensa en cierta medida colocando el detector muy cerca de la muestra, lo que reduce la pérdida de sensibilidad debido al bajo flujo. Esta técnica se aplica generalmente a elementos con una sección transversal de captura de neutrones extremadamente alta; elementos que se desintegran demasiado rápido para ser medidos por la DGNAA; elementos que producen solo isótopos estables; o elementos con intensidades de rayos gamma de desintegración débil. El PGNAA se caracteriza por tiempos de irradiación cortos y tiempos de desintegración cortos, a menudo del orden de segundos y minutos.
La DGNAA (activación con radiación gamma retardada) es aplicable a la gran mayoría de elementos que forman radioisótopos artificiales. Los análisis con radiación gamma retardada suelen realizarse durante días, semanas o incluso meses. Esto mejora la sensibilidad de los radionucleidos de vida larga, ya que permite que los radionucleidos de vida corta se desintegren, eliminando eficazmente las interferencias que generan. La técnica de DGNAA se caracteriza por largos tiempos de irradiación y largos tiempos de desintegración, a menudo del orden de horas, semanas o más.

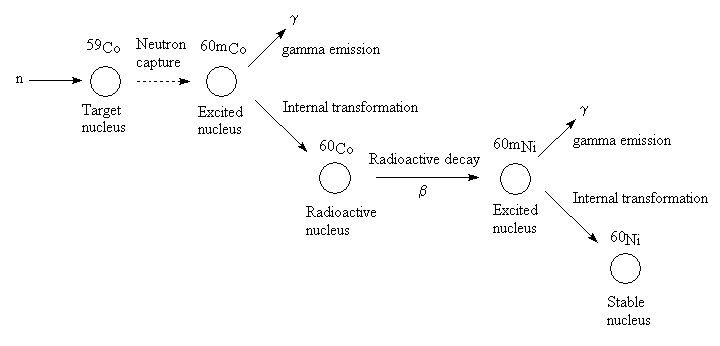
Procesos nucleares que se producen cuando el cobalto se irradia con neutrones

## Detectores

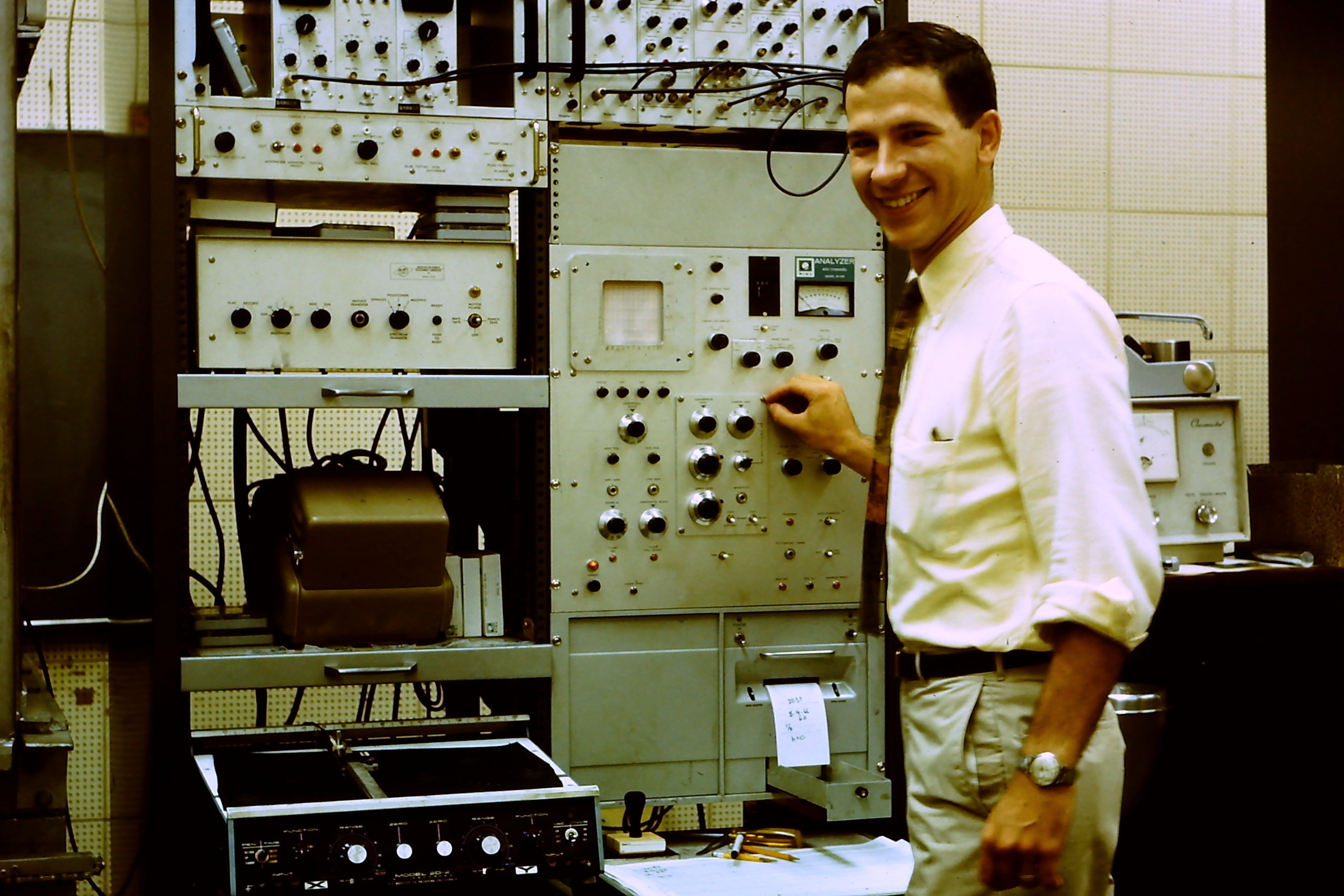
Detector de centelleo de rayos gamma para análisis de activación de neutrones con analista del laboratorio forense ATF en Washington D. C. (1966)